# 藤堂光結
藤堂 光結（とうどう みゆう、1991年5月8日 - ）は、日本の女優、ダンサー 、振付師。ヒビヤガールコンテスト2020、3代目グランプリ受賞。ヒビヤガール2020メンバー。フリー。埼玉県 飯能市出身。

## 来歴
埼玉県出身。3歳頃からダンスを習い始める。10歳の時にミュージカルアニーに出演。15歳の時にタワーレコード・インディーズCD&DVDデビュー（hitomiyuu）。埼玉県立芸術総合高等学校舞台芸術科を卒業。大学は、日本大学芸術学部映画学科。卒業後は舞台を中心に女優として活動。アイドル活動も経て、ダンスインストラクター、振付師としても活躍中。

## 人物
特技はタップダンス。ジャズ、ヒップホップ、バレエの他に日本舞踊も踊れる。
学生時代映画学科とのことでかなりの映画好きと思われる。
愛称は、みゃぁちゃん。